# 群像新人長篇小説賞
群像新人長篇小説賞（ぐんぞうしんじんちょうへんしょうせつしょう）は、講談社が刊行する文芸誌『群像』が、1978年に設け、1982年まで続いた公募新人文学賞。『群像』主催の賞には他に、群像新人文学賞がある。

## 応募規定
- 年1回発表。
- 400字詰め原稿用紙に換算して250枚以上600枚以内の長編小説が対象。
- 受賞者には賞金として30万円が授与され、受賞作は選評と合わせて『群像』12月号に掲載。

## 当選作一覧
- 第1回（1978年） 土居良一 「カリフォルニア」
- 第2回（1979年） 五十嵐勉 「流謫の島」、山科春樹 「忍耐の祭」
- 第3回（1980年） 大高雅博 「旅する前に」、今井公雄 「序章」
- 第4回（1981年） 当選作なし
  - 優秀作 高橋源一郎 「さようなら、ギャングたち」[1]
- 第5回（1982年） 有為エィンジェル 「前奏曲」

## 選考委員
- 第1回 - 第3回 秋山駿、河野多恵子、野間宏、安岡章太郎
- 第4回 - 第5回 秋山駿、大庭みな子、黒井千次、佐々木基一